# Дуб черешчатий (Полтава, Загородна)
Дуб черешчатий — ботанічна пам'ятка природи місцевого значення в Україні. Розташована в Полтаві по вулиці Загородній 43, на території Центру технічної експлуатації УДПЕЗ «Укртелеком».
Площа — 0,01 га. Статус надано згідно з рішенням Полтавського облвиконкому № 671 від 28.12.1982 для збереження одинокого меморіального дерева дуба звичайного віком біля 45 років, «посадженого в день 30-річчя Перемоги в пам'ять загиблим воїнам у Великій Вітчизняній війні 1941—1945 років», який має «декоративне та освітньо-виховне значення».